# Encephalartos laevifolius
Encephalartos laevifolius Stapf & Burtt Davy, 1926 è una pianta appartenente alla famiglia delle Zamiaceae, endemica del Sudafrica.

## Descrizione
È una cicade a portamento arborescente, con fusto eretto, alto sino a 3,5 m e con diametro di 25–35 cm, talora con fusti secondari che si originano da polloni basali.

Le foglie, pennate, sono lunghe sino a 1 m, sorrette da un picciolo lungo 22–25 cm, e composte da numerose paia di foglioline lanceolate, coriacee, lunghe 12–15 cm, con margine intero e apice pungente.

È una specie dioica, con esemplari maschili che presentano da 1 a 5 coni cilindrico-fusiformi, lunghi 30–40 cm e larghi 9–10 cm, di colore dal giallo al bruno, ed esemplari femminili con 1-5 coni cilindrici, lunghi 20–30 cm e larghi 10–15 cm, di colore giallo chiaro.

I semi sono grossolanamente ovoidali, lunghi 2,5-3,5 cm, ricoperti da un tegumento giallo arancio.

## Distribuzione e habitat
La maggior parte delle popolazioni di E. laevifolius si trovano nel bacino del Crocodile River (provincia di Mpumalanga). Popolazioni isolate si trovano anche nel KwaZulu-Natal, nella Provincia del Limpopo, e nello Swaziland.

## Conservazione
La popolazione di E. laevifolius è andata incontro, negli ultimi 20 anni, ad un costante declino e si stima che attualmente ne esistano non più di 700-800 esemplari. Per tale motivo la IUCN Red List la classifica come specie in pericolo critico di estinzione (Critically Endangered).

La specie è inserita nella Appendice I della Convention on International Trade of Endangered Species (CITES)